# Dołapdere
Dołapdere (także Dołabdere, Dołobdere, Torłaszki Łom, Chlebarowska reka; bułg. Долапдере, Долабдере, Долобдере, Торлашки лом, Хлебаровска река) – rzeka w północno-wschodniej Bułgarii, lewy dopływ Białego Łomu w dorzeczu Dunaju. Długość – 22,9 km, powierzchnia zlewni – 97 km².
Dołapdere bierze początek na północnym skraju Wzgórz Razgradzkich we wschodniej części Niziny Naddunajskiej, na południe od wsi Ezercze. Płynie na północny zachód, przecina miasteczko Car Kałojan i uchodzi do Białego Łomu koło wsi Pisanec.